# بوينغ 737
بوينغ 737 (Boeing 737) هو نوع من الطائرات متوسطة الحجم من إنتاج شركة بوينغ الأمريكية. وتعد الطائرة الأكثر بيعاً في العالم حيث تم بيع حوالي 5000 منها. بداخل الطائرة يوجد في كل صف ثلاثة مقاعد على الجهتين بالإضافة لكونها الطائرة المفضلة لشركات الطيران الاقتصادية .

## تاريخ
تم الإعلان رسمياً عن الطائرة في عام 1964. أول شركة خطوط جوية استخدمتها كانت لوفتهانزا الألمانية في عام 1969. لاحقاً، احتوى صنف 737-300 من الطائرة على محركات سي اف ام 56 مستبدلة محركات برات آند ويتني ذات الصوت المرتفع. كما احتوت على كابينة طيار مختلفة.
اعتبر صنف 737-600 أول طائرات "الجيل الجديد"، واحتوت على كابينة طيار زجاجية وشاشات تلفزيونية. تم تقديم صنف 737-900 مؤخراً ليستبدل بوينغ 757-200 ولينافس طائرات إيرباص إيه 321-200.

## التطوير

### التصميم الأولي

مفهوم 1964 بمحركات مثبتة على الذيل

كانت شركة بوينج تدرس تصميمات الطائرات النفاثة قصيرة المدى، ورأت الحاجة إلى طائرة جديدة لتكملة طائرة 727.  بدأت أعمال التصميم الأولية في 11 مايو 1964، بناءً على بحث أشاَر إلى وجود سوق لطائرات ركاب تتسع لخمسين إلى ستين راكبًا.
كان جسم الطائرة الخلفي وذيل على شكل حرف T كما هو الحال في طائرة 727 كان لها خمسة مقاعد متجاورة. نقل المهندس جو سوتر المحركات إلى الأجنحة مما خفف من وزن الهيكل.  تم تثبيت المحركات مباشرة على الجانب السفلي من الأجنحة.  سمح نقل المحركات من جسم الطائرة الخلفي أيضًا بربط المثبت الأفقي بجسم الطائرة الخلفي بدلاً من ذيل على شكل حرف T.

### التطورات الرئيسية في التصميم
استمر تطوير طائرة 737 إلى ثلاثة عشر طرازًا للركاب والبضائع والشركات والطائرات العسكرية. قُسِّمت هذه الطرازات لاحقًا إلى ما يُعرف بأربعة أجيال من عائلة بوينج 737:
- الجيل الأول من سلسلة "الأصلية": 737-100 و-200، بالإضافة إلى الطائرات العسكرية T-43 وCT-43، تم إطلاقها في فبراير 1965.
- الجيل الثاني من سلسلة "كلاسيك": 737-300، -400 و-500، تم إطلاقها في عام 1979.
- سلسلة الجيل الثالث "الجيل القادم": 737-600، -700، -800 و-900، بالإضافة إلى الطائرات العسكرية C-40 وP-8، تم إطلاقها في أواخر عام 1993.
- سلسلة الجيل الرابع من طائرات 737 MAX: 737-7، -8، -9 و -10، تم إطلاقها في أغسطس 2011.

## الأنواع

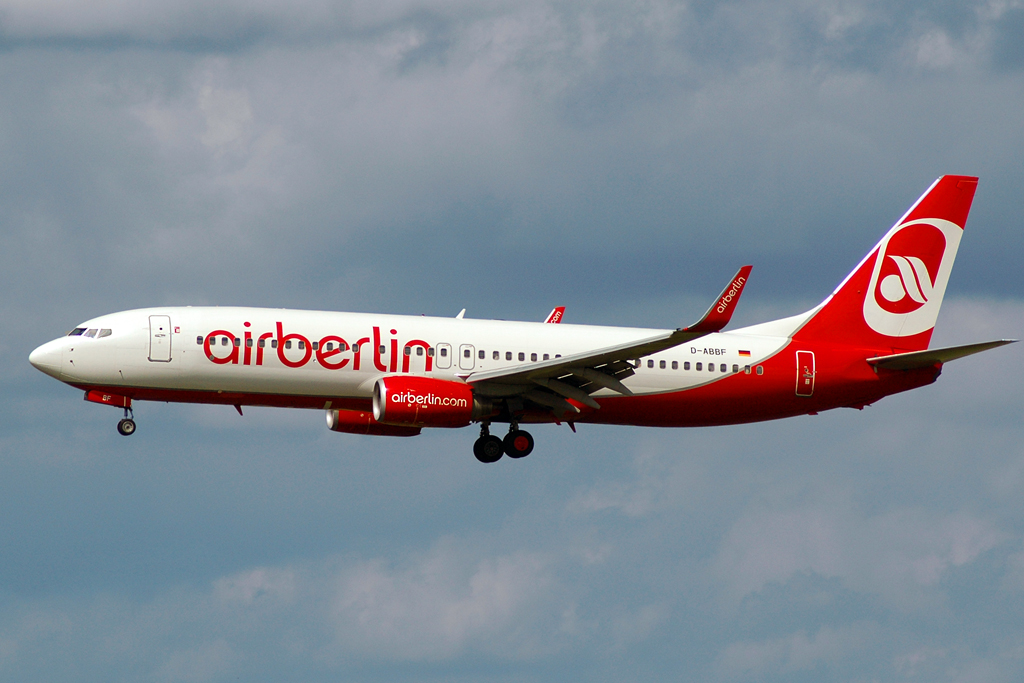
طائرة من نوع بوينغ 737-800

### الأنواع الأصلية
- 737-100
- 737-200

### الأنواع الكلاسيكية
- 737-300
- 737-400
- 737-500

### الجيل الجديد

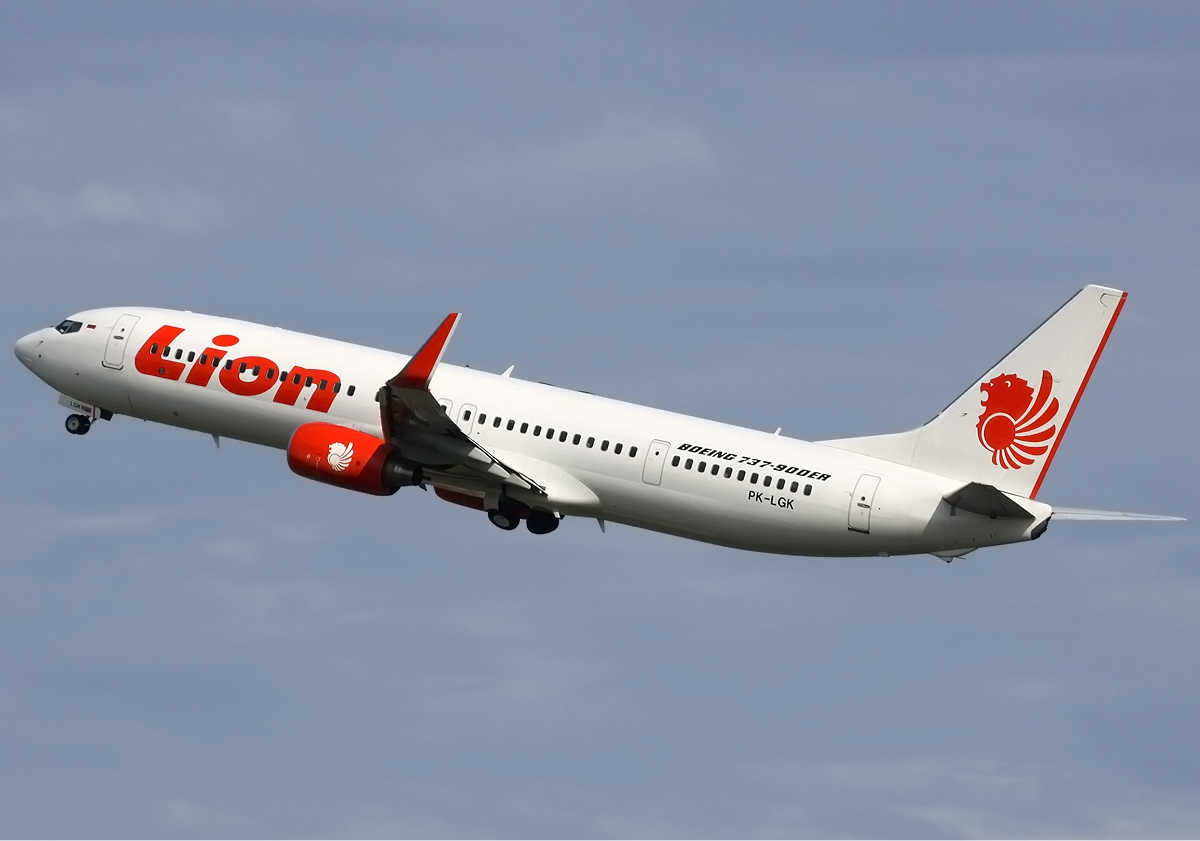
ليون آير 737-900 إي آر

- 737-600
- 737-700
- 737-800  ليون آير 737-900 إي آر
- 737-900

- 737MAX7
- 737MAX8
- 737MAX9
- 737MAX10